# Leinefelde-Worbis
Leinefelde-Worbis is een stad en gemeente in de Duitse deelstaat Thüringen, gelegen in de Landkreis Eichsfeld. De stad telt 20.018 inwoners.

## Samenstelling gemeente
De gemeente is op 16 maart 2004 ontstaan door samenvoeging van:
- De stad Leinefelde (ca. 13.500 inwoners)
- De stad Worbis (ca. 4600 inwoners)
- De voormalige gemeente Breitenbach, sinds 16 maart 2004 (ca. 1000 inwoners)
- De voormalige gemeente Wintzingerode, sinds 16 maart 2004 (ca. 600 inwoners)
- De voormalige gemeente Hundeshagen, sinds 6 juli 2018 (ca. 1200 inwoners)
- De voormalige gemeente Kallmerode, sinds 1 januari 2019 (ca. 600 inwoners)

Daarnaast waren de volgende stadsdelen al eerder samengevoegd met een van bovengenoemde delen. Dit zijn:
- Beuren, sinds 8 juni 2000 deel van Leinefelde (ca. 1300 inwoners).
- Birkungen, sinds 23 september 1995 deel van Leinefelde (ca. 1400 inwoners).
- Breitenholz, sinds 1 januari 1992 deel van Leinefelde (ca. 500 inwoners).
- Kaltohmfeld, voormalig Ortsteil van Kirchohmfeld (ca. 160 inwoners).
- Kirchohmfeld, sinds 30 juni 1994 als deel van Worbis (ca. 500 inwoners).